# Sveti Marko (Chorwacja)
Sveti Marko – bezludna wyspa w Chorwacji, na Morzu Adriatyckim.
Jest położona pomiędzy wyspą Krk a stałym lądem, w cieśninie Mala vrata. Dawne nazwy wyspy to Almis i Omiš. Jej wymiary to 1,5 x 1 km. Na wyspie znajdują się środkowe przyczółki Krčkiego mostu i latarnia morska.